# طب الجهاز الهضمي

القناة الهضمية

طب الجهاز الهضمي، هو فرع من فروع الطب يختص بدراسة الجهاز الهضمي وأمراضه، وتصيب هذه الأمراض الجهاز الهضمي من الفم حتى فتحة الشرج بالإضافة إلى المرارة والغدد الملحقة كالبنكرياس(مُعَثْكَلَة).الأخصائيون في هذا المجال (أطباء الجهاز الهضمي)يتخصصون بعد دراسة لمدة سبع-ثمان سنوات في مجال الطب وهي مقسمة على النحو الاتي: سنة تدريبية في المشفى،3 سنوات في مجال الطب الباطني، ثلاث سنوات في مجال طب الجهاز الهضمي، وبعض المتدرببن يقومون بدراسة سنة اضافية وذلك بهدف التخصص بشكل ادق في موضوع محدد مثل:زراعة الكبد، داء الأمعاء الالتهابي...الخ، طب الكبد: هو العلم المتخصص بدراسة الكبد، المُعَثْكَلَة البنكرياس، الجهاز الصفراوي، وهو من أحد فروع الاختصاص.
الجهاز الهضمي يعمل على تحريك المواد عبر الجهاز الهضمي عن طريق الحركة الدودية، وتكسير تلك المواد عن طريق الهضم، وامتصاص العناصر الغذائية لاستخدامها في جميع أنحاء الجسم، وإزالة الفضلات من الجسم عن طريق التبرز. يطلق على الأطباء الذين يتخصصون في التخصص الطبي للجهاز الهضمي أطباء الجهاز الهضمي.
تشمل بعض الحالات الأكثر شيوعًا التي يعالجها أطباء الجهاز الهضمي مرض الارتداد المعدي المريئي، والنزيف الهضمي، ومتلازمة القولون العصبي، والتهاب الأمعاء الذي يشمل مرض كرون والتهاب القولون التقرحي، وقرحة المعدة الاثني عشر، والمرارة وأمراض القنوات الصفراوية، والتهاب الكبد، والتهاب البنكرياس، والتهاب القولون، وأورام القولون والمستقيم، والمشاكل الغذائية والكثير.

## تاريخ
عرف المصريون القدماء (الفراعنة) طب الجهاز الهضمي منذ زمن طويل، وتلاهم اليونان والإغريق. واحد الاطباء الاغريقين القدامى المشهورين هو أبقراط. مفهوم جالينوس عن المعدة كان متقبلا بشكل واسع في القرن السابع عشر.

### القرن الثامن عشر
- العالم الإيطالي لادزارو سبالانساني كان من الفيزيائيين البدائيين الذين تجاهلو وأهملو نظريات جالينوس، وفي عام 1780 قام باجراء تجربة اثبت وشرح فيها تأثير عصارة وحمض المعدة على الطعام.

- عام 1767، قام الدكتور جوهان جورج ريتر بكتابة عمل وشرح مهم عن مرض الزحار.
- عام 1777، قام الفيزيائي ماكسيمليان ستول بشرح مرض سرطان المرارة[5]

### القرن التاسع عشر
- عام 1805، قام الدكتور فيليب بوزيني بأول محاولة لمراقبة ما بداخل جسم الإنسان وليشحص المسالك البولية، المستقيم، البلعوم عن طريق أنبوب يسمى ليشتليتر(أدلة موجية بصرية).[6]

- وصف شارل إميل تروازي تضخم العقد الليمفاوية في سرطان البطن.
- في عام 1823، اكتشف وليام بروت أن عصارة المعدة تحتوي على حمض الهيدروكلوريك.[7]
- في عام 1833، نشر وليام بومونت كتاب "التجارب والملاحظات على عصارة المعدة وفسيولوجيا الهضم" بعد سنوات من إجراء التجارب على موضوع الاختبار ألكسيس سانت مارتن.
- في عام 1868، قام أدولف كوسمول، وهو طبيب ألماني مشهور، بتطوير منظار المعدة. وأتقن هذه التقنية على ابتلاع السيف.
- في عام 1871، في جمعية الأطباء في فيينا، عرض كارل ستورك منظار المريء مصنوعًا من أنبوبين معدنيين تلسكوبيين، صممهما والدينبورغ في الأصل عام 1870.
- في عام 1876، وصف كارل فيلهلم فون كوبفر خصائص بعض خلايا الكبد التي تسمى الآن خلايا كوبفر.[8]
- في عام 1883، درس هوغو كرونيكر وصمويل جيمس ميلتزر اختبار حركية المريء عند البشر.

### القرن العشرين

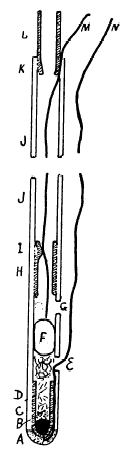
مسبار ماكليندون للأس الهيدروجيني

- مسبار ماكليندون للأس الهيدروجينيفي عام 1915، قام جيسي ماكليندون باختبار حموضة المعدة البشرية داخل الجسم الحي.[9]
- في الفترة 1921-1922، قام والتر س. ألفاريز بأول بحث حول تخطيط كهربية المعدة [الإنجليزية].[10]
- وصف رودلف شيندلر العديد من الأمراض المهمة التي تصيب الجهاز الهضمي البشري خلال الحرب العالمية الأولى في كتابه الدراسي المصور ويعتبره البعض "أبو تنظير المعدة". قام هو وجورج وولف بتطوير منظار معدة نصف مرن في عام 1932.
- في عام 1932، وصف بريل برنارد كرون مرض كرون.
- في عام 1957، قدم باسيل هيرشويتز النموذج الأولي الأول لمنظار المعدة الليفي البصري.[11]

### القرن الحادي والعشرين
- في عام 2005، حصل كل من باري مارشال وروبن وارين من أستراليا على جائزة نوبل في الطب أو علم وظائف الأعضاء عن اكتشافهما جرثومة الملوية البوابية (1982/1983) ودوره في قرحة المعدة. ساعد جيمس ليفات في أبحاثهما، لكن جائزة نوبل لا تُمنح بعد الوفاة، لذلك لم يتم إدراجه في الجائزة.[12]

## الإجراءات

رسم تخطيطي لإجراء تنظير القولون

### تنظير القولون
تنظير القولون هو إجراء يتم فيه استخدام أنبوب طويل رفيع مزود بكاميرا يتم إدخاله عبر فتحة الشرج لرؤية المستقيم والقولون بأكمله. يتم إجراء هذا الفحص إما للبحث عن البوليبات القولونية و/أو سرطان القولون لدى شخص لا يعاني من أي أعراض، ويُشار إليه بالفحص السرطاني، أو لمزيد من تقييم الأعراض بما في ذلك نزيف المستقيم، وبراز قاتم، وتغير في عادات التبرز أو قوام البراز (إسهال، براز رفيع كقلم الرصاص)، وآلام البطن، وفقدان الوزن غير المبرر. قبل إجراء الفحص، قد يطلب الطبيب من المريض التوقف عن تناول أدوية معينة بما في ذلك مميعات الدم، والأسبرين، وأدوية السكري، أو مضادات الالتهاب غير الستيروئيدية. عادة ما يتم تحضير الأمعاء في الليلة السابقة وحتى صباح يوم الفحص، والذي يتكون من حقنة شرجية أو مسهلات، إما على شكل حبوب أو مسحوق يذوب في سائل، مما يؤدي إلى الإسهال. قد يلزم إيقاف الفحص وإعادة جدولته إذا تبقى براز في القولون بسبب عدم اكتمال تحضير الأمعاء لأن الطبيب لا يستطيع رؤية القولون بشكل كافٍ. خلال الفحص، يتم تخدير المريض ويتم استخدام المنظار لفحص كامل طول القولون بحثًا عن الأورام أو النزيف أو الأنسجة غير الطبيعية. بعد ذلك يمكن إجراء خزعة أو إزالة ورم وإرسال الأنسجة إلى المختبر للفحص. يستغرق الإجراء عادة من ثلاثين دقيقة إلى ساعة يليها فترة مراقبة من ساعة إلى ساعتين. تشمل المضاعفات الانتفاخ، والتقلصات، ورد فعل تجاه التخدير، والنزيف، وثقب في جدار القولون قد يتطلب تنظير قولون متكرر أو جراحة. تشمل علامات المضاعفات الخطيرة التي تستلزم عناية طبية عاجلة أو طارئة آلام شديدة في البطن، وارتفاع في درجة الحرارة، ونزيف لا يتحسن، ودوخة، وضعف.

### تنظير السيني
هناك إجراء مشابه للتنظير القولوني يستخدم فيه أنبوب رفيع وطويل مع كاميرا (منظار) يتم إدخاله عبر فتحة الشرج، ولكنه يهدف فقط إلى تصوير المستقيم والجزء الأخير من القولون الأقرب إلى المستقيم. تتشابه جميع جوانب الإجراء مع تنظير القولون باستثناء أن هذا الفحص يستغرق فقط من عشر إلى عشرين دقيقة ويتم إجراؤه بدون تخدير. وهذا عادة يسمح للمريض بالعودة إلى الأنشطة الطبيعية مباشرة بعد الانتهاء من الإجراء.

### التنظير الهضمي العلوي
إجراء يتم فيه استخدام أنبوب طويل رفيع مزود بكاميرا يمر عبر الفم لرؤية المريء ("مريئي") والمعدة ("معدي") والاثني عشر ("اثنا عشري"). يُشار إليه أيضًا بالتنظير الداخلي العلوي أو مجرد التنظير الداخلي. يتم إجراء هذا الفحص لمزيد من التقييم للأعراض بما في ذلك حرقة المعدة المستمرة وعسر الهضم والتقيؤ الدموي والبراز الأسود القطري والغثيان والقيء المستمرين والألم وصعوبة البلع وبلع مؤلم وفقدان الوزن غير المبرر. كما يتم إجراؤه لإجراء المزيد من الاختبارات بعد تحليل مخبري يُظهر انخفاضًا في مستويات الهيموجلوبين بدون سبب معروف أو ابتلاع الباريوم غير طبيعي. يمكن إجراء هذا الفحص لتشخيص العديد من الاضطرابات من خلال الرؤية المباشرة أو خزعة الأنسجة بما في ذلك دوالي المريء وتضيقات المريء ومرض الارتداد المعدي المريئي ومريء باريت والسرطان والاضطرابات الهضمية والتهاب المعدة وقرحة المعدة والاثني عشر وملوية بوابية. بعد ذلك، يمكن استخدام التقنيات الجراحية الداخلية لعلاج بعض الاضطرابات مثل ربط دوالي المريء أو توسيع تضيقات المريء. على الأرجح سيُطلب من المريض عدم تناول أي طعام أو شراب ابتداءً من 4 ساعات قبل الإجراء. عادة ما يكون التخدير مطلوبًا لراحة المريض. عادة ما يستمر هذا الإجراء حوالي ثلاثين دقيقة يليه فترة مراقبة من ساعة إلى ساعتين. تشمل الآثار الجانبية الانتفاخ والغثيان والتهاب الحلق لمدة يوم إلى يومين. المضاعفات نادرة ولكنها تشمل رد فعل على التخدير والنزيف وثقبًا في جدار المريء أو المعدة أو الأمعاء الدقيقة والذي قد يتطلب جراحة. تشمل علامات المضاعفات الخطيرة التي تتطلب عناية طبية عاجلة أو طارئة ألمًا في الصدر ومشاكل في التنفس ومشاكل في البلع وألمًا في الحلق يزداد سوءًا والتقيؤ بالدم أو ظهور "بقايا القهوة" وآلامًا بطنية تزداد سوءًا وبرازًا مدممًا أو أسودًا وارتفاعًا في درجة الحرارة.

تصوير البنكرياس والأقنية الصفراوية بالتنظير

### تصوير البنكرياس والأقنية الصفراوية بالتنظير
إجراء يتم فيه استخدام أنبوب طويل ورفيع مزود بكاميرا يمر عبر الفم إلى الجزء الأول من الأمعاء الدقيقة لتحديد وتشخيص وعلاج الاضطرابات المرتبطة بقنوات البنكرياس والصفراء. تحمل هذه القنوات سوائل تساعد على هضم الطعام من الكبد والمرارة والبنكرياس ويمكن أن تضيق أو تسد نتيجة لحصى المرارة والعدوى والالتهاب والأكياس البنكرياسية الكاذبة أو أورام في قنوات الصفراء أو البنكرياس. نتيجة لذلك، قد يعاني المريض من آلام الظهر، اليرقان، وتحليل مخبري غير طبيعي يظهر ارتفاع مستوى البيليروبين والذي قد يستدعي هذا الإجراء. ومع ذلك، لا يوصى بهذا الإجراء إذا كان المريض يعاني من التهاب البنكرياس الحاد إلا إذا ظل مستوى البيليروبين مرتفعًا أو يزداد مما قد يشير إلى استمرار الانسداد. على الأرجح سيُطلب من المريض عدم تناول أي طعام أو شراب ابتداءً من 8 ساعات قبل الإجراء. بعد تخدير المريض، يقوم الطبيب بتمرير المنظار عبر الفم والمريء والمعدة إلى الاثني عشر لتحديد الفتحة التي تصب فيها القنوات إلى الأمعاء الدقيقة. ثم يمكن للطبيب حقن صبغة في هذه القنوات وأخذ الأشعة السينية التي تُظهر رؤية في الوقت الفعلي، وذلك باستخدام كشف فلوري، مما يسمح للطبيب بتحديد الانسداد وتخفيفه.
يتم ذلك من خلال تقنيات متعددة بما في ذلك بضع المصرة الصفراوية التنظيري وإنشاء فتحة أكبر للتصريف، وإزالة حصى المرارة والركام الآخر، وتوسيع الأجزاء الضيقة من القنوات، أو وضع دعامة تحافظ على فتح القنوات. يمكن للطبيب أيضًا أخذ خزعة من القنوات لفحص السرطان أو العدوى أو الالتهاب. تشمل الآثار الجانبية الانتفاخ والغثيان أو التهاب الحلق لمدة يوم إلى يومين. المضاعفات تشمل التهاب البنكرياس، والتهاب قنوات الصفراء أو المرارة، والنزيف، ورد فعل على التخدير، وتهتك أي هياكل يمر بها المنظار أو أدواته ولكن بشكل خاص الاثني عشر، وقناة الصفراء، وقناة البنكرياس. تشمل علامات المضاعفات الخطيرة التي تتطلب عناية طبية عاجلة أو طارئة البراز الدموي أو البراز الأسود القطران، وآلام الصدر، والحمى، وزيادة آلام البطن، وزيادة آلام الحلق، ومشاكل في التنفس، ومشاكل البلع، والقيء الدموي أو الذي يشبه القهوة. في معظم الأحيان تتطلب مضاعفات هذا الإجراء دخول المستشفى للعلاج.

## الاضطرابات

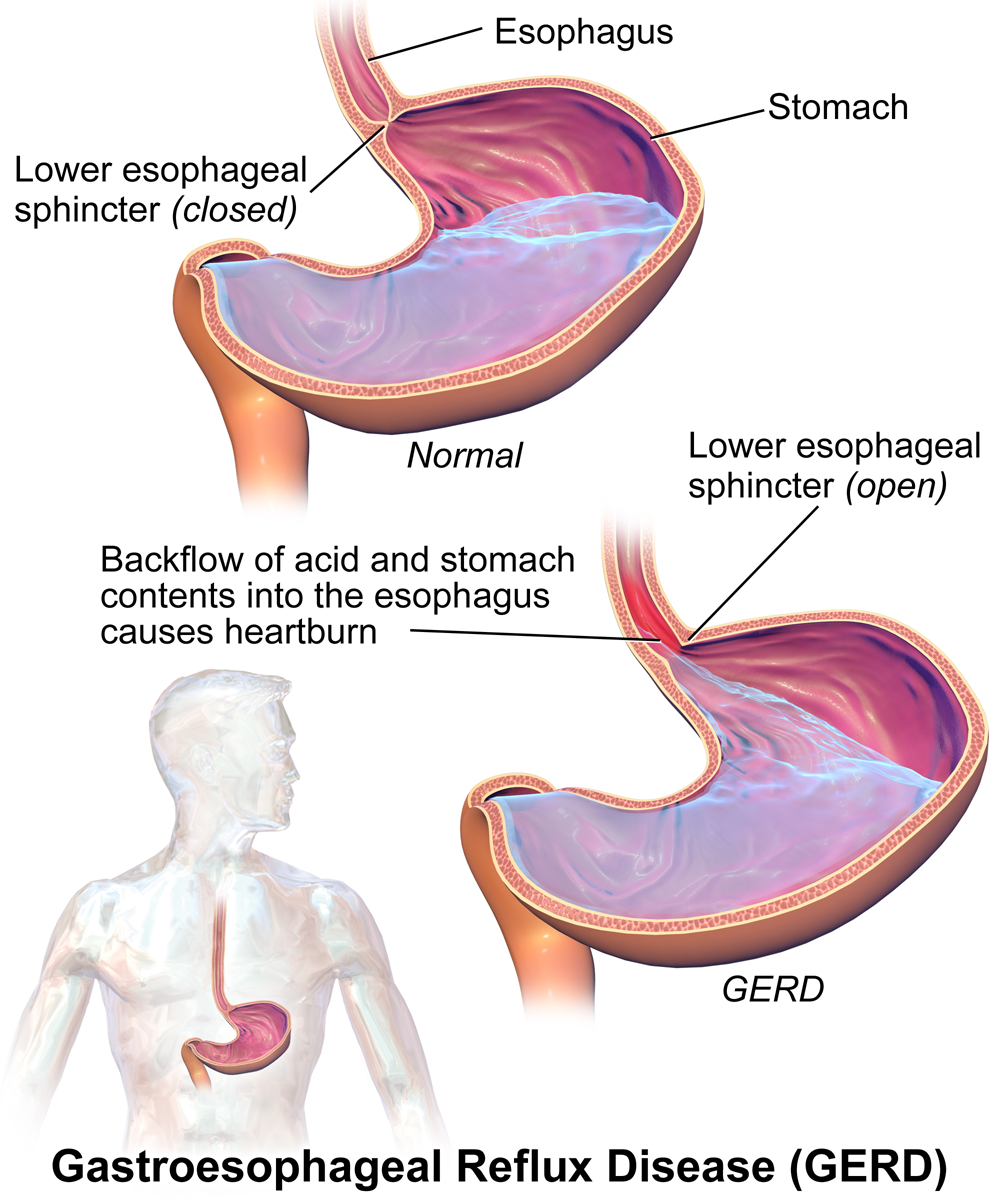
مقارنة بين الحالة الطبيعية وارتجاع المريء

### المريء

#### الارتداد المعدي المريئي (GERD)
هي حالة تحدث نتيجة عودة محتويات المعدة باستمرار إلى المريء، مما يتسبب في أعراض مزعجة أو مضاعفات. تعتبر الأعراض مزعجة بناءً على مدى تأثيرها على الحياة اليومية للمريض وسلامته. وُحد هذا التعريف من قبل إجماع مونتريال في عام 2006. تشمل الأعراض الشعور بألم في منتصف الصدر والشعور بعودة محتويات المعدة إلى الفم (حرقة في المعدة). تشمل الأعراض الأخرى ألمًا في الصدر، الغثيان، صعوبة البلع، بلع مؤلم، السعال وبحة الصوت. تشمل عوامل الخطر السمنة، الحمل، التدخين، فتق الحجاب الحجابي، بعض الأدوية وأطعمة معينة. يعتمد التشخيص عادةً على الأعراض والتاريخ الطبي، مع إجراء اختبارات أخرى فقط بعد عدم فعالية العلاج. يمكن تحقيق التشخيص الإضافي عن طريق قياس كمية الحمض التي يدخل المريء أو النظر إلى المريء باستخدام منظار. تشمل خيارات العلاج والسيطرة تعديلات نمط الحياة والأدوية والجراحة في حالة عدم تحسن الحالة مع التدخلات الأخرى. تشمل تعديلات نمط الحياة عدم الاستلقاء لمدة ثلاث ساعات بعد الأكل، والاستلقاء على الجانب الأيسر، ورفع الرأس أثناء الاستلقاء عن طريق رفع مقدمة السرير أو استخدام وسائد إضافية، وفقدان الوزن، والإقلاع عن التدخين، وتجنب القهوة والنعناع والكحول والشوكولاتة والأطعمة الدهنية والمأكولات الحمضية والأطعمة الحارة. تشمل الأدوية مضادات الحموضة ومثبطات مضخة البروتون وحاصرات مستقبلات الهيستامين 2. عادة ما تكون الجراحة عبارة عن عملية تثنية القاع لنيسين يقوم بها جراح. يمكن أن تشمل مضاعفات ارتداد المريء المزمن التهاب المريء الذي قد يسبب النزيف أو تكوين القرحة، تضيق المريء الذي يؤدي إلى صعوبات البلع، وتغير في بطانة المريء يمكن أن يزيد من فرص الإصابة بالسرطان (مريء باريت)، والسعال المزمن والربو والتهاب الحنجرة الذي يؤدي إلى بحة الصوت، وتآكل مينا الأسنان مما يؤدي إلى مشاكل الأسنان.

#### مرض مريء باريت
مرض باريت هو حالة يتغير فيها غشاء المريء ليصبح مشابهًا لغشاء الأمعاء، مما يزيد من خطر الإصابة بسرطان المريء. لا توجد أعراض محددة لهذا المرض، على الرغم من أنه قد تكون هناك أعراض لمرض الارتداد المعدي المريئي (GERD) لسنوات سابقة لأنه يرتبط باحتمالية الإصابة بمرض باريت بنسبة 10-15٪. تشمل عوامل الخطر الإصابة بمرض الارتداد المعدي المريئي المزمن لأكثر من 5 سنوات، ويكون عمر المريض 50 عامًا أو أكثر، ويكون من أصل غير إسباني أبيض، ويكون ذكرًا، ولديه تاريخ عائلي لهذا المرض، ودهون البطن، وتاريخ من التدخين. تشمل العوامل الوقائية الإصابة ببكتيريا جرثومة المعدة والاستخدام المتكرر للأسبيرين أو مضادات الالتهاب لاستيرويدية الأخرى، والأنظمة الغذائية الغنية بالفواكه والخضروات. يمكن تشخيص المرض عن طريق النظر إلى المريء باستخدام منظار وإجراء خزعة من بطانة المريء. يشمل العلاج التحكم في مرض الارتداد المعدي المريئي، وتدمير الأجزاء غير الطبيعية من المريء، وإزالة الأنسجة غير الطبيعية في المريء، وإزالة جزء من المريء يقوم بها جراح عام. يمكن أن تشمل الإدارة الإضافية المراقبة الدورية باستخدام المنظار بشكل متكرر على فترات زمنية يحددها الطبيب، على الأرجح كل ثلاث إلى خمس سنوات. يمكن أن تؤدي مضاعفات هذا المرض إلى نوع من السرطان يسمى سرطان الغدة المريئي.

## التعليم والتدريب

### الولايات المتحدة
أمراض الجهاز الهضمي هي تخصص فرعي للطب الباطني، وبالتالي تتطلب ثلاث سنوات من تدريب الإقامة في الطب الباطني تليها ثلاث سنوات إضافية في زمالة أمراض الجهاز الهضمي المخصصة. اُعتمد هذه التدريب من قبل المجلس الأمريكي للطب الباطني (ABIM) والمجلس الأمريكي للطب الباطني العظمي (AOBIM) ويجب استكماله في برنامج معتمد من قبل مجلس اعتماد التعليم الطبي العالي (ACGME). تشمل الجمعيات الوطنية الأخرى التي تشرف على التدريب الكلية الأمريكية لأمراض الجهاز الهضمي (ACG) والجمعية الأمريكية لأمراض الجهاز الهضمي (AGA) والجمعية الأمريكية للتنظير المعدي المعوي (ASGE).

## مجال العمل
يتابع أطباء الجهاز الهضمي المرضى في كل من العيادة والمستشفى. يمكنهم طلب إجراء اختبارات تشخيصية، ووصف الأدوية، وإجراء عدد من الإجراءات التشخيصية والعلاجية بما في ذلك تنظير القولون، وتنظير المعدة والمريء والاثني عشر (EGD)، وتصوير البنكرياس والأقنية الصفراوية بالتنظير الباطني، وتنظير بالموجات فوق الصوتية (EUS)، وخزعة الكبد.

### تخصصات فرعية
في بعض الأحيان يكمل المتدربون في أمراض الجهاز الهضمي "سنة رابعة" (على الرغم من أنها غالبًا تكون السنة السابعة من دراساتهم العليا الطبية) في مجالات مثل زراعة الكبد، والتنظير الداخلي المتقدم للتدخل، وداء الأمعاء الالتهابي، والحركة المعوية، أو مواضيع أخرى.
التنظير الداخلي التدخلي، والذي يُسمى أحيانًا بالتنظير الداخلي الجراحي، هو تخصص فرعي لأمراض الجهاز الهضمي يركز على تقنيات التنظير الداخلي المتقدمة لعلاج أمراض البنكرياس والقنوات الصفراوية والكبد والجهاز الهضمي. يخضع أطباء الجهاز الهضمي التدخليون عادةً لسنة إضافية من التدريب الصارم على تقنيات التنظير الداخلي المتقدمة بما في ذلك تصوير البنكرياس والأقنية الصفراوية بالتنظير الباطني بالطريق الراجع، وإجراءات التشخيص والتدخل بالموجات فوق الصوتية الموجهة بالتنظير الداخلي، وتقنيات الاستئصال المتقدمة بما في ذلك استئصال الغشاء المخاطي بالتنظير الداخلي واستئصال الغشاء تحت المخاطي بالتنظير الداخلي. بالإضافة إلى ذلك، يقوم بعض أطباء التنظير الداخلي المتقدمين أيضًا بإجراء عمليات البدانة بالتنظير الداخلي.
يشمل طب الكبد، أو الطب الكبدي الصفراوي، دراسة الكبد والبنكرياس والشجرة الصفراوية، ويُعتبر تقليديًا تخصصًا فرعيًا لأمراض الجهاز الهضمي، بينما يشمل جراحة القولون والمستقيم اضطرابات الشرج والمستقيم والقولون ويعتبر تخصصًا فرعيًا للجراحة العامة.

## المنظمات المهنية
- الكلية الأمريكية لطب الجهاز الهضمي - تأسست عام 1932 من قبل مجموعة مكونة من 10 أطباء أمراض الجهاز الهضمي في مدينة نيويورك، وتضم الآن أكثر من 16000 طبيب أمراض الجهاز الهضمي من 86 دولة. ترعى الكلية الأمريكية مؤتمرات إقليمية ووطنية، وتنشر العديد من المجلات بما في ذلك المجلة الأمريكية لأمراض الجهاز الهضمي، وطب الجهاز الهضمي السريري والانتقالي، ومجلة تقارير الحالات السريرية التابعة للكلية الأمريكية، وتستضيف برامج التعليم الطبي المستمر (CME)، وتدعم المبادرات الخاصة بالزملاء المتدربين، وتطور وتروج لإرشادات قائمة على الأدلة، وتدعم الدعوة والسياسة العامة، وتوفر تمويلًا للأبحاث السريرية يتكون من 27 مليون دولار على شكل منح بحثية وجوائز تنمية المهنة (2.2 مليون دولار في عام 2022).[27][28]
- الجمعية الأمريكية لأمراض الجهاز الهضمي (AGA) - تأسست عام 1897 وتضم الآن أكثر من 16000 عضو حول العالم. تنص مهمتهم على "تمكين الأطباء والباحثين من تحسين صحة الجهاز الهضمي". تنشر الجمعية الأمريكية لأمراض الجهاز الهضمي مجلتين شهريتين بعنوان "أمراض الجهاز الهضمي" و "أمراض الجهاز الهضمي السريري والكبد"، وترعى اجتماعًا سنويًا يسمى أسبوع أمراض الجهاز الهضمي (DDW)، وتقدم أكثر من 3 مليون دولار أمريكي كل عام على شكل منح بحثية لأكثر من 50 باحثًا من خلال برنامج جوائز مؤسسة أبحاث الجمعية الأمريكية لأمراض الجهاز الهضمي (2.56 مليون دولار أمريكي لـ 61 باحثًا في عام 2022)، وتطور وتروج لإرشادات قائمة على القواعد الارشادية، وتؤثر على السياسة العامة من خلال برنامج المدافعين في الكونجرس التابع للجمعية الأمريكية لأمراض الجهاز الهضمي واللجنة السياسية للعمل (PAC) التابعة للجمعية الأمريكية لأمراض الجهاز الهضمي، وتدعم مجموعة متنوعة من الفرص التعليمية بما في ذلك تلك التي تؤهل للحصول على اعتماد التعليم الطبي المستمر وإبقاء الاعتماد (MOC) .[29]
- الجمعية الأمريكية للتنظير الداخلي بالمعدة (ASGE) - تأسست عام 1941 وتضم الآن حوالي 15000 عضو حول العالم. تنص عبارة مهمتهم على أن "الجمعية الأمريكية للتنظير الداخلي بالمعدة هي الرائدة عالميًا في النهوض بالرعاية الهضمية من خلال التعليم والمناصرة وتعزيز التميز والابتكار في مجال التنظير الداخلي". تقوم الجمعية الأمريكية للتنظير الداخلي بالمعدة (ASGE) بنشر دورية شهرية بعنوان "تنظير الجهاز الهضمي" (GIE)، وتطور وتروج لإرشادات قائمة على القواعد الارشادية، وتقدم موارد تعليمية لأعضائها، وتوفر موارد للمناصرة للتأثير على السياسة العامة.[23]
- منظمة أمراض الجهاز الهضمي العالمية (WGO) - تأسست عام 1958 وتتكون من 119 جمعية عضو و 4 روابط إقليمية تابعة لها من جميع أنحاء العالم تمثل مجتمعة 60,000 فرد. تنص رسالة منظمة أمراض الجهاز الهضمي العالمية على "تعزيز الوعي لدى عامة الجمهور وأخصائي الرعاية الصحية على حد سواء بالانتشار العالمي والرعاية المثلى لاضطرابات الجهاز الهضمي والكبد، وتحسين رعاية هذه الاضطرابات، من خلال توفير تعليم مستقل وتدريب عالي الجودة ويمكن الوصول إليه". تقوم منظمة أمراض الجهاز الهضمي العالمية بنشر نشرة إخبارية بعنوان أخبار أمراض الجهاز الهضمي العالمية الإلكترونية (e-WGN)، وتطور إرشادات عالمية، وتشارك في المناصرة من خلال اليوم العالمي لصحة الجهاز الهضمي (WDHD) الذي يُعقد سنويًا في 29 مايو، وتوفر موارد تعليمية بما في ذلك 23 مركز تدريب حول العالم وبرنامج تدريب المدربين (TTT).[30]
- الجمعية البريطانية لأمراض الجهاز الهضمي[31]
- علم أمراض الجهاز الهضمي الأوروبي الموحد[32]
- الجمعية السعودية لأمراض الجهاز الهضمي والكبد والتغذية لدى الأطفال[33]
- الجمعية المصرية لدراسة أمراض المناظير والجهاز الهضمي والكبد[34]